# Pont de Bidwell Bar (1967)
Ne doit pas être confondu avec Pont de Bidwell Bar (1855).
Le pont de Bidwell Bar, situé à Oroville, en Californie, est un pont suspendu ouvert en 1967.

## Historique
La construction du barrage d'Oroville a entraîné l'inondation du canyon où la Feather coulait et l'immersion de la ville de Bidwell Bar. La Feather était traversée par l'ancien pont de Bidwell Bar, qui est alors déplacé et remplacé par un nouveau pont. 
Celui-ci, long de 338 m de long a été construit à partir de 1965. Il est situé un mile et demi en amont de l'emplacement du pont d'origine. À l'époque de sa construction, avec 190 m au-dessus du lit d'origine, il était l'un des plus hauts ponts suspendus du monde. Cependant, avec la création du lac d'Oroville, en 1968, le pont se trouve maintenant juste au-dessus du niveau de l'eau quand le lac est plein. L'ouvrage fait partie de la California State Route 162.